# Săveni (okręg Jałomica)
Săveni – wieś w Rumunii, w okręgu Jałomica, w gminie Săveni. W 2011 roku liczyła 2857 mieszkańców.